# Mikebuda
Mikebuda is een plaats (község) en gemeente in het Hongaarse comitaat Pest. Mikebuda telt 812 inwoners (2001).